# Sŏgnam sa
Sŏgnam sa (석남사), Klasztor Południowej Skały – koreański klasztor buddyjski, jeden z ośrodków medytacyjnych dla mniszek. 

## Historia klasztoru
Klasztor został wybudowany przez mistrza sŏn Wŏnjŏka Toŭi w roku 824 na południowym stoku góry Kaji (kor. 가지산) (lub Sŏkan).
W czasie inwazji japońskiej na Koreę w latach 1592–1598 klasztor był jednym z centrów treningowych dla mnichów walczących z Japończykami i został zniszczony a następnie odbudowany w roku 1674 przez mistrzów sŏn Takyounga I Sunchola.
Ponownie klasztor został zniszczony w czasie wojny koreańskiej w 1952 roku. W 1972 roku klasztor został odbudowany przez opatkę Inhong i od tej pory jest dużym ośrodkiem medytacji sŏn dla mniszek. 
Dzisiaj klasztor składa się z trzydziestu budynków i leży w Prowincjonalnym Parku góry Kaji.

## Znane obiekty
- Posąg mistrza sŏn Toŭi – Skarb Narodowy nr 369
- Trzykondygnacyjna stupa z 824 roku, która być może zawiera relikwie po mistrzu Toŭim – lokalna Cenna Kulturalna Wartość nr 5
- Kamienny zbiornik na wodę – Materialna Wartość Kulturalna nr 4

## Adres klasztoru
- 232-2 Deokhyeon-ri, Sangbuk-myeon (557 Seongnam-ro), Ulju-gun, Ulsan, Korea Południowa